# Ceramhoningeter
De Ceramhoningeter (Lichmera monticola) is een zangvogel uit de familie Meliphagidae (honingeters).

## Verspreiding en leefgebied
Deze soort is endemisch in de bergen van het Indonesische eiland Ceram in het centrale deel van de Molukken.

## Status
De grootte van de populatie is niet gekwantificeerd maar de soort wordt omschreven als zeer algemeen. Op de Rode lijst van de IUCN heeft deze soort de status niet bedreigd.